# Frankrijk op het Junior Eurovisiesongfestival
Frankrijk heeft tot nu toe 7 keer deelgenomen aan het Junior Eurovisiesongfestival.

## Geschiedenis

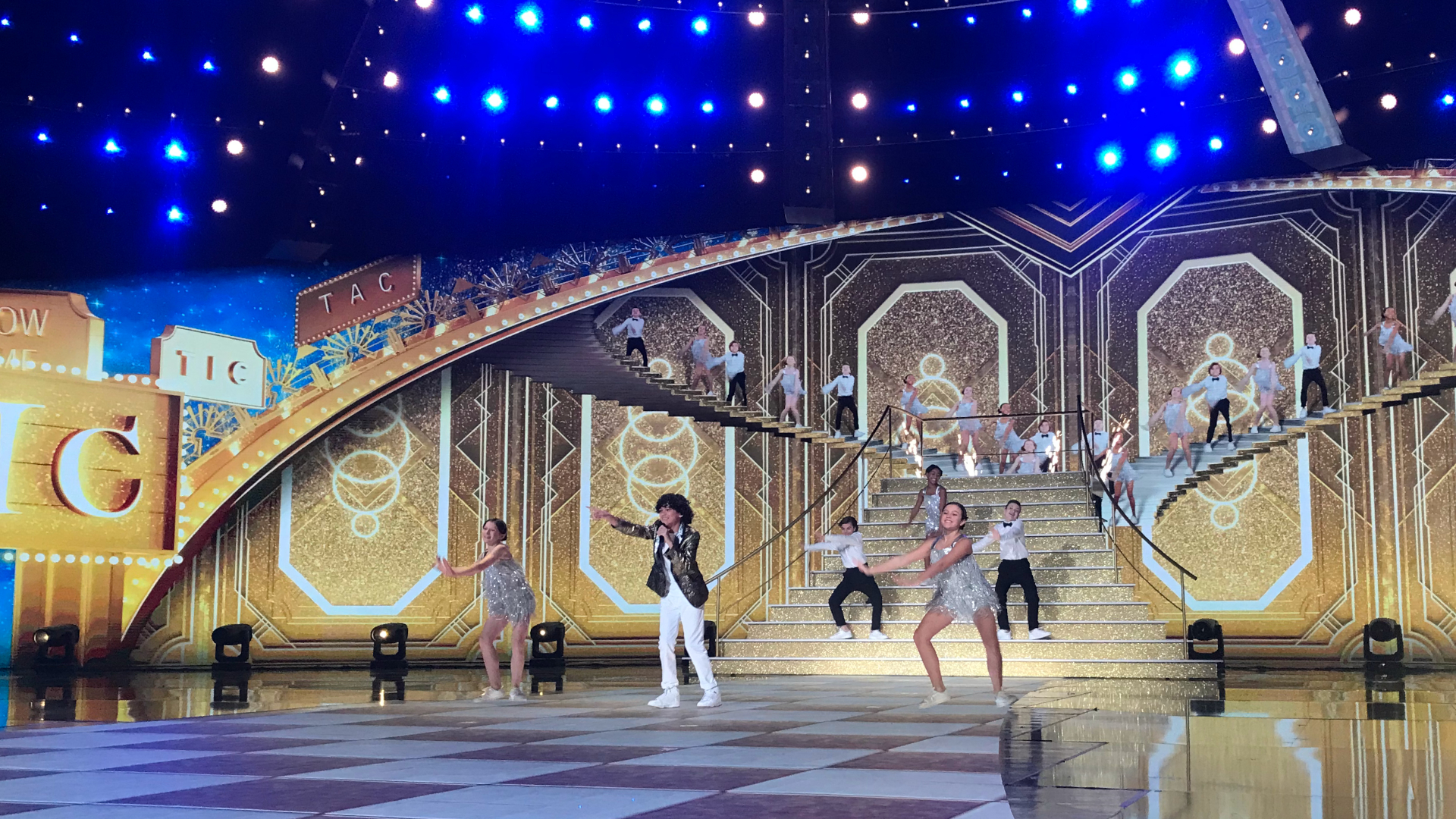
Enzo werd derde namens Frankrijk in 2021.

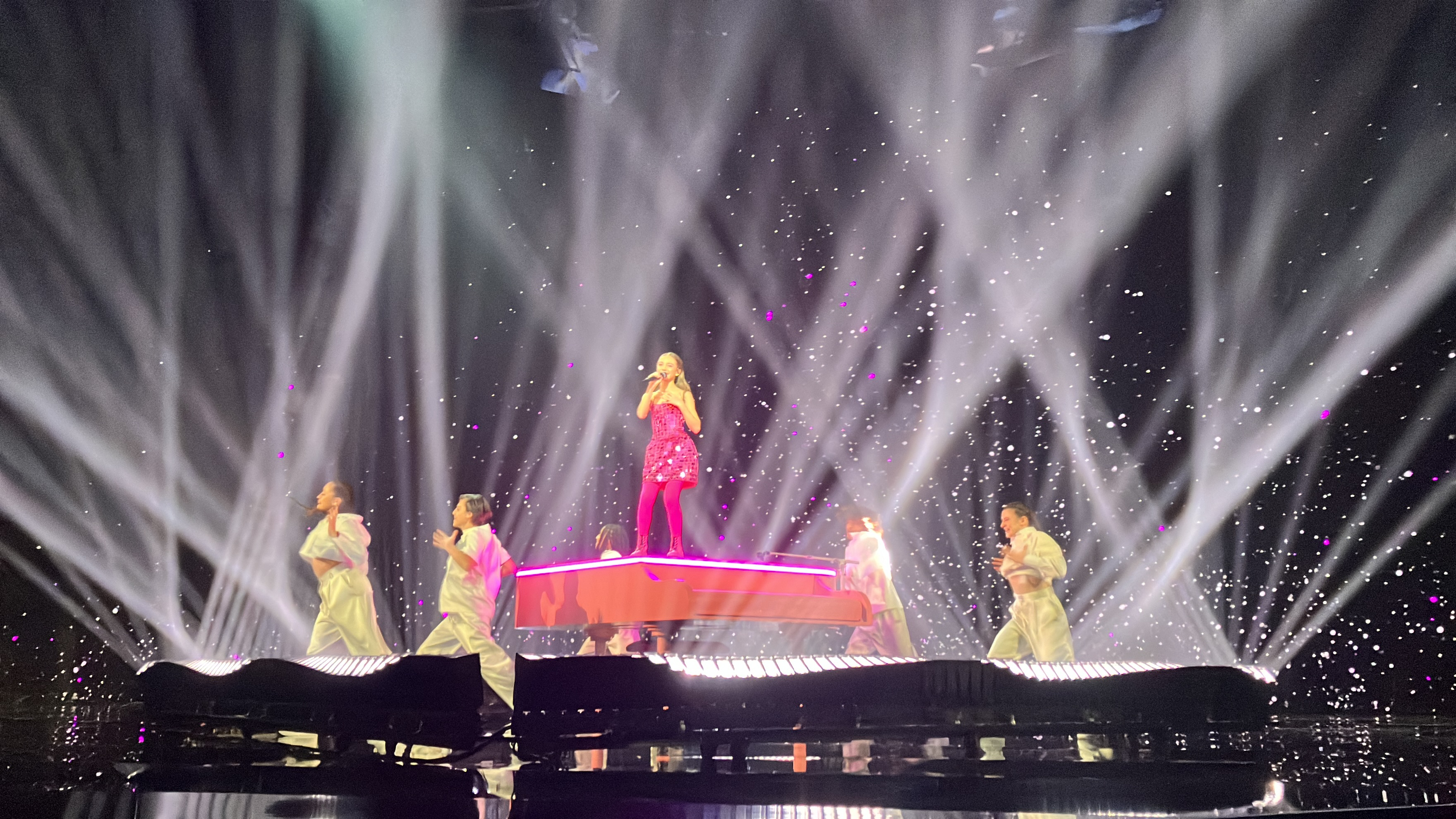
Zoé Clauzure zorgde voor de derde Franse zege in 2023.

In 2004 werd het land vertegenwoordigd door Thomas Pontier met het liedje Si on voulait bien. Frankrijk haalde hiermee de zesde plaats en kreeg 78 punten. Frankrijk werd eerst beschuldigd voor valsspelen, want het lied Si on voulait bien zou geschreven zijn door muziekexperts, iets wat destijds niet mocht op het Junior Eurovisiesongfestival aangezien de kinderen actief betrokken moesten zijn in schrijfproces. Uiteindelijk mocht Frankrijk toch debuteren.
Vanwege wijzigingen in het Franse omroepstelsel besloot Frankrijk het toen bij een eenmalige participatie te houden. Tot 2018; Frankrijk besloot opnieuw aan te treden op het festival met de 12-jarige Angélina Nava. Ze werd uiteindelijk tweede. In 2019 vertegenwoordigde Carla Frankrijk met haar nummer Bim bam toi. Ze werd vijfde met 169 punten.
In 2020 won Frankrijk het festival voor de eerste keer met Valentina Tronel. Een week na de Franse overwinning bevestigde France Télévisions de organisatie van de editie 2021. In Parijs vertegenwoordigde Enzo het gastland met het nummer Tic tac. Hij werd derde met 187 punten.
In 2022 deed Lissandro mee met het nummer Oh maman waarmee hij de tweede Franse eindzege uit de geschiedenis bezorgde. Een jaar later vond het festival plaats in Nice, en ook ditmaal ging Frankrijk dankzij Zoé Clauzure met de eindzege aan de haal. Hierdoor werd Frankrijk het tweede land dat het festival in twee opeenvolgende edities kon winnen, na Polen. En werd Frankrijk met drie overwinningen mede recordhouder, naast Georgië.
In 2024 besloot de Franse omroep om de organisatie van het festival aan een andere omroep over te laten. Naar eigen zeggen omdat de omroep "geen monopolie" wilde op het organiseren van het Junior Eurovisiesongfestival. Hierdoor ging de organisatie naar de Spaanse omroep. Frankrijk nam evenwel gewoon deel en zond Titouan met zijn lied Comme ci, comme ça naar Madrid.

## Franse deelnames
| Jaar | Artiest          | Lied               | Plaats | Punten | Taal            |
| ---- | ---------------- | ------------------ | ------ | ------ | --------------- |
| 2004 | Thomas Pontier   | Si on voulait bien | 6      | 78     | Frans           |
| 2018 | Angélina Nava    | Jamais sans toi    | 2      | 203    | Frans en Engels |
| 2019 | Carla Lazzari    | Bim bam toi        | 5      | 169    | Frans           |
| 2020 | Valentina Tronel | J'imagine          | 1      | 200    | Frans           |
| 2021 | Enzo             | Tic tac            | 3      | 187    | Frans           |
| 2022 | Lissandro        | Oh maman           | 1      | 203    | Frans           |
| 2023 | Zoé Clauzure     | Cœur               | 1      | 228    | Frans           |
| 2024 | Titouan          | Comme ci, comme ça | 4      | 177    | Frans           |
| 2025 |                  |                    |        |        |                 |

| Kleur | Betekenis      |
| ----- | -------------- |
|       | Eerste plaats  |
|       | Tweede plaats  |
|       | Derde plaats   |
|       | Laatste plaats |
|       | Gastland       |

## Gegeven en gekregen punten
| Plaats | Land    | Punten |
| ------ | ------- | ------ |
| 1      | Armenië | 54     |
| 2      | Spanje  | 43     |
| 3      | Georgië | 40     |
| 4      | Italië  | 27     |
| 4      | Polen   | 27     |

| Plaats | Land      | Punten |
| ------ | --------- | ------ |
| 1      | Nederland | 80     |
| 2      | Malta     | 52     |
| 3      | Spanje    | 49     |
| 4      | Albanië   | 47     |
| 5      | Georgië   | 45     |
| 5      | Ierland   | 45     |
| 5      | Portugal  | 45     |

## Twaalf punten
(Een vetgedrukte editie betekent dat het land die editie won.)
| Aantal | Land      | Edities            |
| ------ | --------- | ------------------ |
| 2      | Armenië   | 2022 (J), 2024 (J) |
| 2      | Spanje    | 2004, 2023 (J)     |
| 1      | Georgië   | 2021 (J)           |
| 1      | Nederland | 2019 (J)           |
| 1      | Polen     | 2018 (J)           |
| 1      | Servië    | 2020 (J)           |

| Aantal | Land        | Edities                                |
| ------ | ----------- | -------------------------------------- |
| 4      | Nederland   | 2020 (J), 2021 (J), 2022 (J), 2023 (J) |
| 2      | Ierland     | 2022 (J), 2023 (J)                     |
| 2      | Malta       | 2018 (J), 2020 (J)                     |
| 1      | Albanië     | 2018 (J)                               |
| 1      | Italië      | 2022 (J)                               |
| 1      | Georgië     | 2021 (J)                               |
| 1      | Polen       | 2023 (J)                               |
| 1      | Portugal    | 2022 (J)                               |
| 1      | Servië      | 2021 (J)                               |
| 1      | Spanje      | 2023 (J)                               |
| 1      | Wit-Rusland | 2020 (J)                               |

## Festivals in Frankrijk
| Jaar | Plaats | Zaal              | Presentatoren                                  |
| ---- | ------ | ----------------- | ---------------------------------------------- |
| 2021 | Parijs | La Seine Musicale | Elodie Gossuin, Olivier Minne en Carla Lazzari |
| 2023 | Nice   | Palais Nikaïa     | Olivier Minne, Laury Thilleman en Ophenya      |

2004 · 2005-2017 · 2018 · 2019 · 2020 · 2021 · 2022 · 2023 · 2024